# HK69
HK69 — легкий ручной гранатомёт pазработанный немецкой компанией Heckler & Koch. Создавался для поражения живой силы противника на дистанциях вплоть до 350 м, может быть также использован для постановки дымовых завес и запуска осветительных гранат.
В 1974 году гранатомёт, получивший фирменное обозначение НК69, был принят на вооружение Бундесвера под обозначением «Granatpistole 40 mm», или коротко «GraPi 40mm».
HK69 представляет собой однозарядный гранатомёт, с нарезным стволом.